# Красная гвардия (Финляндия)
Красная гвардия (фин. Punakaarti) — вооружённые формирования левых сил и коммунистов Финляндии в гражданской войне 1918. Прообразом послужили боевые рабочие дружины Революции 1905. Комплектовались преимущественно из рабочих и отчасти сельской бедноты под руководством идеологических функционеров. Подчинялись Совету народных уполномоченных. Потерпели поражение в военном противостоянии с белыми, организованными в Шюцкор.

## Предыстория
Финские вооружённые формирования проявились в апреле 1902 года, когда в Финляндии начались волнения из-за принудительного набора в войска Российской империи. В Хельсинки были созданы отряды самообороны для поддержания порядка и защиты от репрессий. Эти отряды носили характер национального ополчения (в них участвовали как рабочие, так и представители буржуазии) без социально-классового акцента.
Во время Революции 1905, наряду с националистическим подпольем, в Финляндии активно действовали боевые рабочие дружины. Командовал финской Национальной гвардией социал-демократ Йохан Кок. В 1906 году эти формирования насчитывали до 25 тысяч человек. Они принимали активное участие в столкновениях с полицией и войсками, совершали диверсии, блокировали железнодорожные перевозки, участвовали в Свеаборгском восстании.
В этот период в финских вооружённых отрядах уже проявлялись социально-политические противоречия. 2 августа 1906 на хельсинкском рынке Хакканиементори произошли столкновения между красногвардейцами Йохана Кока и правобуржуазными добровольцами Дидрика фон Эссена, защищавшими порядок и собственность (прообраз будущего Шюцкора).

## Создание
Интенсивное формирование финской Красной гвардии началось после Февральской революции в 1917 году. В этот период социально-политические противоречия проявлялись с самого начала. Правые круги, буржуазия, собственническое крестьянство организовывались в Охранный корпус Финляндии. Красная гвардия создавалась левыми социалистами, связанными с российскими большевиками. Первоначально Хельсинки и другие промышленные города юга страны (Турку, Выборг, Тампере), а также Оулу оказались под контролем красных.
Рядовой состав комплектовался в основном из рабочих (каменщики, слесари, портные и т. д.), реже из сельской бедноты. Значительную часть красногвардейцев составляли женщины и подростки. В то же время командные посты занимали обычно «профессиональные революционеры» (Рахья, Тайми), представители марксистской интеллигенции, чаще всего журналисты (Маннер, Хаапалайнен, Элоранта), иногда даже буржуазии (Хюрскюмурто). Некоторые (Аалтонен, Свечников) имели опыт офицерской службы в русской царской армии
26 января 1918 года было учреждено командование Красной гвардии, подчинённой Совету народных уполномоченных во главе с Куллерво Маннером. Следующий день, 27 января, считается в Финляндии датой начала гражданской войны. Центральный штаб Красной гвардии расположился в Хельсинки, основные региональные штабы — в Тампере, Котке и Выборге. Были учреждены штабы фронтов — центрального, восточного и западного.

## В войне
Первым главнокомандующим стал Али Аалтонен, затем его сменил Ээро Хаапалайнен. В боях отличились Хуго Салмела, Эйно Рахья, Микко Кокко, Оскар Рантала, в красном терроре — Туомас Хюрскюмурто.
Реальное централизованное управление Красной гвардией наладить не удалось. Местные отряды действовали в основном на собственное усмотрение. Дисциплина была весьма слабой. Практиковалась выборность командного состава, рядовой состав отличался текучестью. В январе-феврале набор осуществлялся на добровольной основе, но с марта командование перешло к принудительной мобилизации (что напоминало эволюцию российской Красной гвардии и РККА). Однако радикально укрепить дисциплину и наладить военное управление не удалось. В этом состояло очень заметное отличие финских красных от финских белых и во многом определило исход войны.
Красная гвардия подразделялась на дивизии, полки, батальоны и роты. На вооружении имелись винтовки, пулемёты, артиллерия, броневики (доставшиеся от русских войск в Финляндии). Значительную часть составляла кавалерия. Общая численность достигала 80-90 тысяч и была примерно равна белофиннской.
С конца января до середины марта Красная гвардия вела атаки, стремясь расширить контролируемую территорию. Следующие два месяца войны инициатива принадлежала белым, развернувшим массированное контрнаступление. Красногвардейцы сражались упорно, но сказывалась разница в военном опыте и дисциплинированности.
Военно-политическую поддержку финским красным оказывало правительство Советской России, на их стороне воевали в общей сложности до 10 тысяч русских военных. Однако оперативное взаимодействие отладить не удавалось. Внешнеполитическое положение России было сложным, вмешательство — ограниченным, и с апреля 1918 большевистское правительство заявило о своём нейтралитете в финляндской войне.
Одним из направлений деятельности Красной гвардии был красный террор. Наиболее известные акции осуществлялись по приказу Хюрскюмурто в Суйнуле (январь 1918, убийство пленных) и Мустиле (апрель 1918, убийство студентов сельскохозяйственного колледжа), в Выборге (апрель 1918, убийство заключённых губернской тюрьмы).
Решающей битвой финляндской гражданской войны стало сражение за Тампере, в котором шюцкоровцы, егеря и шведские добровольцы нанесли красногвардейцам решительное поражение. 6 апреля 1918 белые взяли Тампере. 12-14 апреля немецкие экспедиционные войска и Шюцкор заняли Хельсинки. 29 апреля пал Выборг, последний крупный оплот красных на территории Финляндии; в нём победителями была устроена так называемая Выборгская резня. 16 мая 1918 считается в Финляндии днём окончания войны.
Красная гвардия потерпела поражение. Боевые потери красных составили около 5,2 тысячи человек (белые потеряли в боях 3,4 тысячи). 76 тысяч бойцов и командиров оказались в плену. Более 7,3 тысячи были казнены победителями (подавляющее большинство из них — без суда). 11,6 тысяч умерли в лагерях для военнопленных. Около 60 тысяч красногвардейцев были приговорены к различным срокам заключения, но 90 % из них получили символические наказания и были освобождены уже к концу 1918.

## После войны

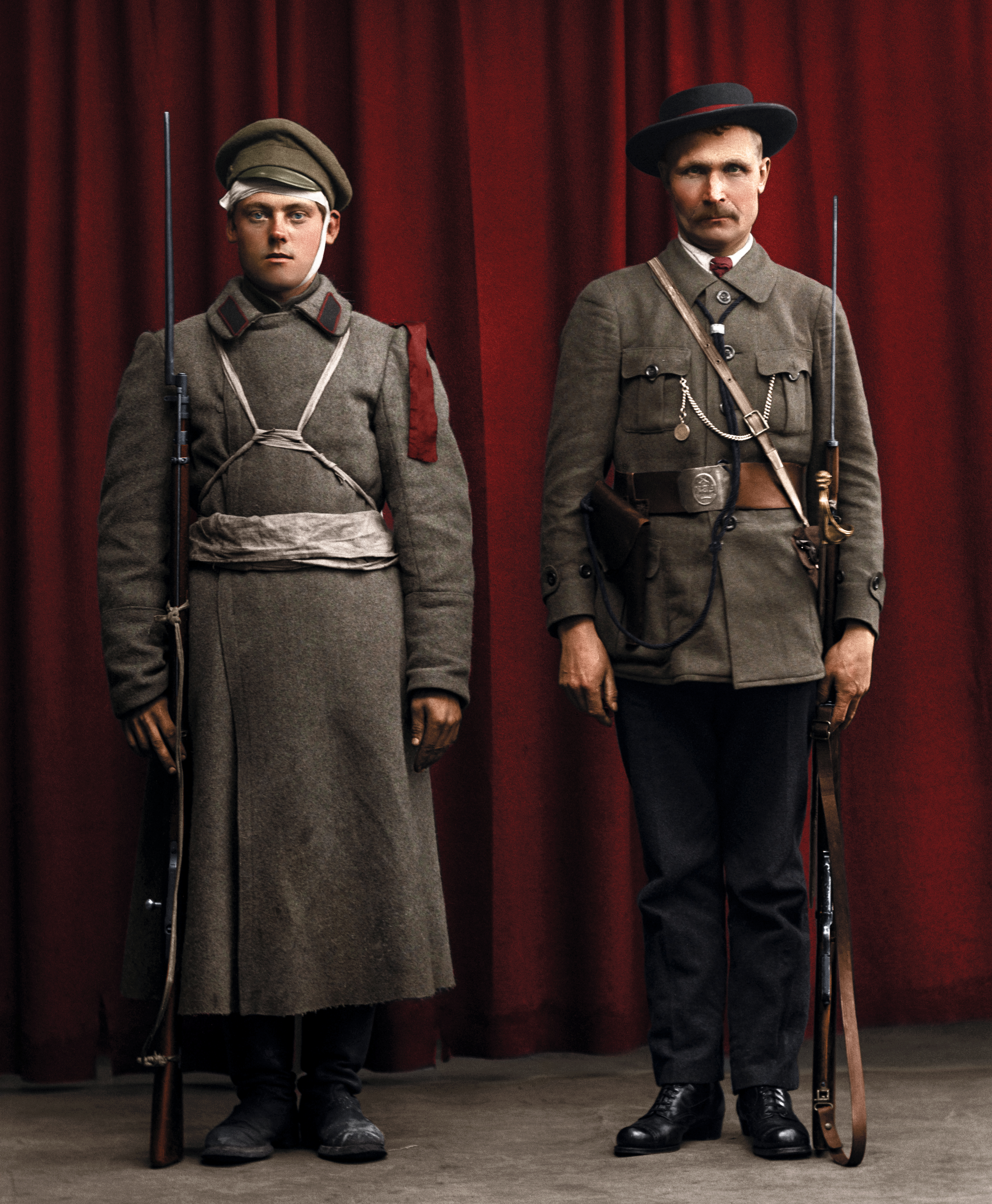
Два финских красногвардейца в фотоателье Хельсинки, апрель 1918 г.

Около 10 тысяч красногвардейцев бежали в Советскую Россию. Лидеры основали там Коммунистическую партию Финляндии. Многие вступили в РКП(б) и РККА.
Их судьбы сложились по-разному. Несколько тысяч финских коммунистов стали жертвами «Большого террора» 1930-х годов, в том числе Маннер и Хаапалайнен. Хюрскюмурто и Юкка Рахья (брат Эйно Рахьи) погибли во внутрипартийной «разборке» 31 августа 1920 года.
Красногвардеец Аарне Арвонен до 2009 года являлся старейшим мужчиной Финляндии. Скончался в возрасте 111 лет.